# 7413 Galibina
7413 Galibina (1990 SH28) là một tiểu hành tinh vành đai chính được phát hiện ngày 24 tháng 9 năm 1990 bởi L. V. Zhuravleva và G. R. Kastel' ở Đài vật lý thiên văn Crimean.